# Gerd Schulze
Gerd Schulze (* 17. Juni 1945 in Schmalkalden; † 10. August 2006) war ein deutscher Politiker (SPD).
Schulze besuchte eine Oberschule und legte 1964 das Abitur ab. Er arbeitete anschließend als EDV-Operator. Von 1966 bis 1969 leistete er den Wehrdienst bei der Nationalen Volksarmee (NVA) ab. Schulze war Leiter einer Rechenstation und legte an der Hochschule für Ökonomie Berlin 1977 das Diplom als Betriebswirt ab. Als Programmierer (PL/I) wurde er Filialleiter.
Im Zuge der Wende in der DDR trat Schulze im Januar 1990 der SPD bei und wurde bei der Berliner Wahl 1990 in das Abgeordnetenhaus von Berlin gewählt. Er konnte das Direktmandat im Wahlkreis 5 im Bezirk Hohenschönhausen gewinnen. 1995 schied er aus dem Parlament aus.